# Manuel Rondo
Manuel Rondo Roku (ur. 25 maja 1967) – lekkoatleta z Gwinei Równikowej, specjalizujący się w biegu na 5000 metrów, olimpijczyk.
Jego jedyną, znaczącą, międzynarodową imprezą były w 1988 r., letnie igrzyska olimpijskie w koreańskim Seulu. Rondo wziął udział w jednej konkurencji: biegu na 5000 metrów. Wystartował w 1. biegu eliminacyjnym, zajmując w nim ostatnie 19. miejsce. Czasem 16:44,13 uzyskał najgorszy wynik eliminacji, przez co nie zdołał awansować do kolejnej fazy zawodów. Jednocześnie był to jego najlepszy wynik w karierze na tym dystansie. Dodatkowo został wybranym chorążym reprezentacji Gwinei Równikowej na czas trwania igrzysk. 

## Osiągnięcia
| Rok  | Impreza              | Miejsce | Konkurencja         | Lokata     | Wynik    |
| ---- | -------------------- | ------- | ------------------- | ---------- | -------- |
| 1988 | Igrzyska olimpijskie | Seul    | bieg na 5000 metrów | eliminacje | 16:44,13 |

## Rekordy życiowe
- bieg na 5000 metrów – 16:44,13 (28 września 1988, Seul).